# Takuya Aoki
Takuya Aoki (jap. 青木 拓矢 Aoki Takuya; ur. 16 września 1989) – japoński piłkarz występujący na pozycji pomocnika. Obecnie występuje w Urawa Red Diamonds.

## Kariera klubowa
Od 2008 roku występował w klubach Omiya Ardija i Urawa Red Diamonds.